# Kaminokuni
Kaminokuni (上ノ国町, Kaminokuni-chō) és una vila de la subprefectura de Hiyama, a Hokkaido, Japó. Kaminokuni també forma part del districte de Hiyama. El nom de la vila es podria traduir al català com a "país de damunt", fent referència a que el municipi es troba a una "província o país" del nord del Japó.

## Geografia
El municipi de Kaminokuni es troba al sud-est de la península d'Oshima i fa costa amb la mar del Japó. El riu Amano flueix i passa pel centre de la vila. El terme municipal de Kaminokuni limita amb els de Matsumae i Fukushima, ambdues de la subprefectura d'Oshima al sud, amb Shiriuchi i Kikonai, també pertanyents a Oshima, a l'est i amb Esashi i Assabu, pertanyents a la mateixa subprefectura de Hiyama, al nord. Kaminokuni és el municipi més meridional de la subprefectura de Hiyama.

## Història
El cabdill Takeda Nobuhiro, fundador de la casa de Matsumae, la qual governà Hokkaido durant el període Tokugawa, va establir un fort a la zona on actualment es troba Kaminokuni mentre altres japonesos com mercaders o pescadors s'establien a la zona.

### Cronologia
- 1879: Es funda el poble de Kaminokuni.[3]
- 1902: El poble de Kaminokuni es fusiona amb altres pobles més xicotets, però el nom de Kaminokuni prevaleix.
- 1967: Kaminokuni assoleix la categoria de vila.

## Transport

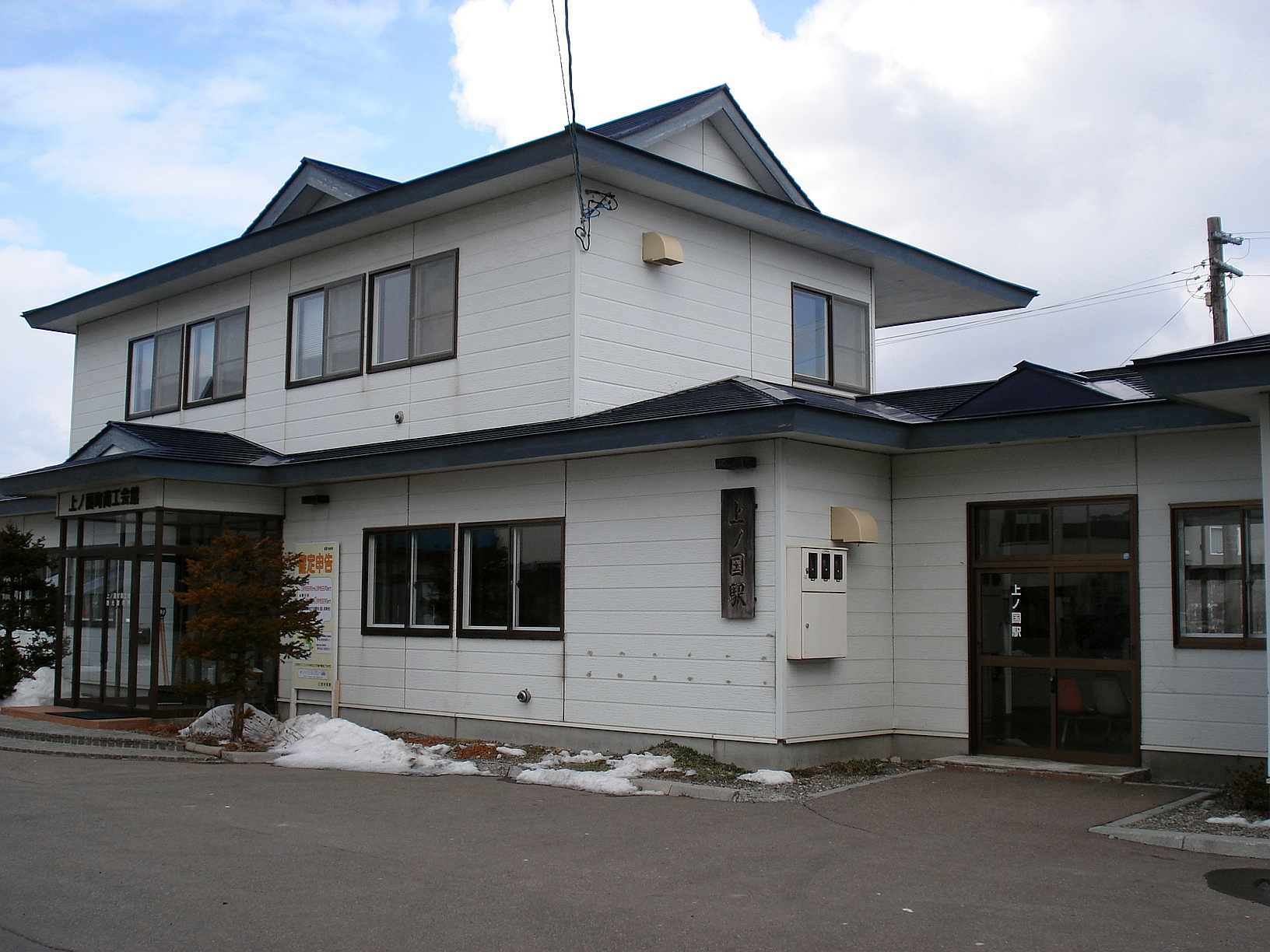
L'antiga estació de Kaminokuni (2009)

### Ferrocarril
Des del tancament del tram de la línia Esashi que passava per la vila el 2014, ja no hi han estacions de tren al municipi. Les estacions més properes es troben als municipis veïns i pertanyen a la Companyia de Ferrocarrils de Hokkaido (JR Hokkaido) i a la Companyia de Ferrocarrils del Sud de Hokkaidō.

### Carretera
- Nacional 228
- Prefectural 5
- Prefectural 607
- Prefectural 812

## Agermanaments
- Goshogawara, prefectura d'Aomori, Japó.[4]
- Ōmihachiman, prefectura de Shiga, Japó.